# Zacharias Westbeck
Zacharias Westbeck, född 1 juni 1696 i Västerås, död 14 maj 1765, var en svensk präst och lanthushållare.
Westbeck blev filosofie magister i Uppsala 1722, rektor i Klara skola i Stockholm 1725 och komminister i Katarina församling samma år. Han kallades 1727 till kyrkoherde i Österlövsta patronella pastorat och utnämndes till kontraktsprost i Örbyhus 1759. 
Westbeck var en rättfram och folklig predikant med ett inte sällan burleskt uttryckssätt. Såsom en bland sin tids skickligaste lanthushållare invaldes han 1740 i Vetenskapsakademien, till vars "Handlingar" han lämnade uppsatser om utsäde och gödsling, såningsmaskiner, skötspiggfiske med mera. I bokform utgav han bland annat Oförgripeliga landtmanstankar om den förmån eller skada getekreaturen kunna riket tillskynda (1745; ny upplaga 1775) samt Om skogars och bränsels fulla besparing etc. (1762). Han uppodlade en öde liggande mark med sådan framgång, att rikets ständer tillerkände denna hans nyodling (Sakrisberg) säteris frihet och förmåner, fastän ägaren var ofrälse.